# Mrs. Dash
Mrs. Dash es un marca de condimentos comercializada por la compañía estadounidense Alberto-Culver. Las variedades más famosas de Mrs. Dash son mezclas granuladas de hierbas y especias secas que se venden en pequeños botes con dosificador.
La línea de producto fue desarrollada originalmente por Carol Bernick, actualmente directora ejecutiva de la compañía. En los años 1980, cuando era ejecutiva de marketing de la marca, estaba frustrada con los productos disponibles para sazonar las comidas nutritivas que preparaba en casa para su familia. Por ello inventó una mezcla propia sin sal para condimentar la comida. La fórmula original, que se comercializó por primera vez en 1981, fue desarrollada con distintas especias.
Los condimentos Mrs. Dash son inusuales en el mercado estadounidense al carecer de sal, y pueden haber sido la primera línea de condimentos de esta clase comercializada a nivel nacional.